# La Carbassa
La Carbassa és una muntanya de 2.736 metres que es troba entre els municipis de Bellver de Cerdanya i de Meranges, a la comarca catalana de la Cerdanya.
Aquest cim està inclòs al llistat dels 100 cims de la FEEC amb el nom de La Carabassa.

## Rutes
Una ruta habitual és la que parteix des del refugi de Meranges.